# Ngoubou

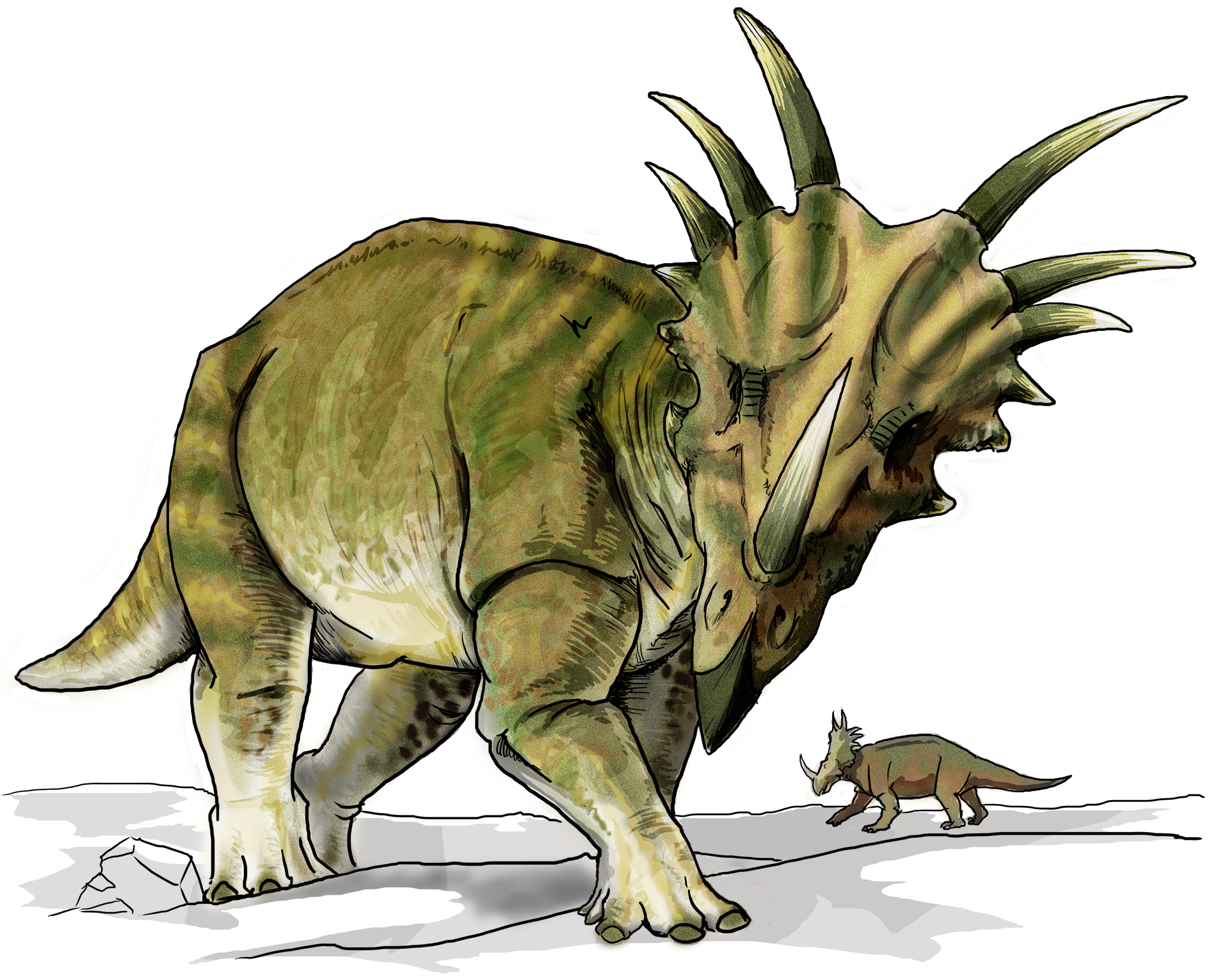
Een styracosaurus, zoals op de afbeelding, zou op een Ngoubou lijken.

De ngoubou is een cryptozoölogisch dier dat zou leven in de savanne van Kameroen. Van dit dier wordt gezegd dat het zes hoorns heeft en vecht met olifanten voor zijn territorium, ondanks dat hij een kleiner formaat heeft (ongeveer zo groot als een os, volgens de lokale bevolking).
In november van het jaar 2000 deed William Gibbons vooronderzoek in Kameroen voor een nieuwe Mokele-mbembe-expeditie. Hij was vergezeld door David Wetzel. Terwijl ze een pygmeeënstam bezochten, werden ze geïnformeerd over een dier genaamd ngoubou. Ondanks dat ngoubou een lokaal woord is voor neushoorn, waren de pygmeeën er heel zeker van dat dit geen normale neushoorn is, omdat het meer dan een hoorn zou hebben (zes hoorns op de kraag). Ook zeiden ze dat de vader van een van de oudste leden van de stam, jaren geleden, een ngoubou had gedood met een speer. Het was de stam opgevallen dat de populatie ngoubous sterk gedaald was, waardoor het moeilijk is om ze te vinden.
Gibbons identificeerde het dier als een Styracosaurus, maar deze dinosauriërs leefden alleen in Noord-Amerika.